# Masistylum
Masistylum – rodzaj muchówek z rodziny rączycowatych (Tachinidae).

## Wybrane gatunki
- M. arcuatum (Mik, 1863)[2]
- M. stenommatum Wood, 1974[1]